# Pedro Prado Mendizábal
Pedro Prado Mendizábal (Lugo, 29 juin 1902-Madrid, 21 septembre 1985) fut un marin militaire espagnol qui a servi dans les armées espagnole et soviétique. Pendant la Guerre Civile Espagnole il a occupé différents postes à responsabilité dans l'Armée républicaine, où il a eu un rôle éminent.

## Biographie

### Carrière militaire
Né à Lugo en 1902, il a suivi des études à l'École Navale Militaire, où il est entré en 1920. Il a obtenu le diplôme d'officier du Corps Général de l'Armée. Après ses études il a été promu sous-lieutenant de navire en 1924. Quatre ans après il a accédé au grade de lieutenant de navire. Etant en poste à Carthagène il s'est fait connaître comme le seul officier de l'Armée qui circulait en vélo dans la rue, chose que d'autres membres du corps d'officiers auraient sévèrement critiqué au motif que ce moyen de transport «manquait de la dignité que son rang requérait». En 1931, peu après la proclamation de la Deuxième République, il est devenu assistant personnel du ministre Santiago Casares Quiroga. A partir de février 1936 il fut secrétaire technique du Ministère de la Marine, sous les ordres du ministre José Giral.

### La Guerre Civile
Après l'éclatement de la Guerre civile il a été nommé chef d'opérations de la Marine de guerre républicaine. Il s'est établi à Málaga, d'où il a préparé une grande opération aéronavale qui devait se lancer sur la baie d'Algeciras. Prado Mendizábal a aussi insisté sur la nécessité de lancer une opération combinée terrestre-navale contre Algeciras, une zone stratégique qui alors se trouvait déjà aux mains des nationalistes. Pour cela, il a conçu la concentration d'une grande force militaire. Malgré son insistance, cette opération n'a finalement pas eu lieu et les franquistes ont fini par forcer le passage du Détroit de Gibraltar. 
D'autre part, pendant les premières semaines du conflit Prado Mendizábal a trouvé une situation très précaire dans l'organisation de l'Armée républicaine. Il a établi son poste de commandement sur le croiseur Liberté. En novembre 1936 il a été nommé commandant du croiseur léger <i id="mwUg">Méndez</i> Núñez, commandement qu'il allait exercer pendant une partie du conflit. À la tête du Méndez Núñez il a pris part à la bataille du cap Palos. En avril 1938 il a été nommé chef d'État-Major de l'Armée Républicaine, charge qu'il a exercée jusqu'en janvier 1939. En février le président Juan Negrín l'a nommé coordinateur du passage de l'Armée de l'Èbre à travers la frontière française.

### Exil
Etant de filiation communiste, après la fin du conflit il s'est exilé en Union Soviétique. Il a été élève, puis professeur à l'Académie du Haut État-Major soviétique Voroshílov. Après la fin de la Seconde Guerre mondiale, en 1948, il a abandonné le service militaire avec le rang de vice-amiral. Il a été élu membre du Comité Central du Parti Communiste d'Espagne en 1954. Il a exercé comme bibliothécaire à l'Éditorial de Langue Étrangère de Moscou et a été auteur du premier dictionnaire polytechnique espagnol-russe. 
Ultérieurement, en 1961 — après le triomphe de la révolution cubaine — il s'est installé à Cuba comme conseil militaire avec d'autres anciens militaires Républicains. Il s'y faisait appeler «Juan Lamela». Il est resté dans l'île caraïbe pendant quelque temps.
En 1978 il a été réadmis dans l'Armée espagnole en tant que lieutenant de navire retraité. Il a reçu une pension de capitaine de navire. 

## Oeuvres
- Dictionnaire polytechnique espagnol-russe (1964).